# Amatörfilmen
Amatörfilmen är en svensk stumfilm från 1922 i regi av Gustaf Molander. 

## Handling
Juveleraren Edmond får en konkurrent, mr Snyder, som specialiserat sig på imitationer. Snyder utmanar honom och påstår att han kan göra en perfekt imitation på en pärla som Edmond väljer ut. Om Edmond kan skilja den äkta pärlan från den falska ska han få 2 000 dollar. Pärlan som väljs ut är dock för fin för att Snyder ska kunna tillverka imitationen på plats, så han skickar sin son Dick till Paris för att tillverka den. Han lyckas inte, men en dag hittar han en äkta replik av pärlan i en antikvitetsaffär. Den hinner dock bli såld till en bankir innan Dick hinner köpa den. Dick tar då anställning som betjänt hos bankiren och lyckas få honom att tro att pärlan är otursförföljd. De väljer då att göra en båtresa för att komma undan allt elände. De hamnar på samma båt som Edmonds dotter Eva som känner igen Dick som den man som en gång räddat hennes hundar från att drunkna och tycke uppstår mellan dem. Bankirens otur fortsätter och han säljer då pärlan till Dick som samtidigt säger upp sig och återvänder hem med pärlan. Hans far har under tiden lyckas tillverka en imitation som är så lik originalet att han är beredd att riskera vadet. Edmond gör en riktig bedömning och vinner vadet. De båda juvelerarna väljer att inleda ett samarbete, som gynnas av att Eva och Dick beslutar att gifta sig med varandra. 

## Om filmen
Filmen premiärvisades 30 oktober 1922. Filmen spelades in vid Centralsaluhallen i Stockholm med exteriörer från Åkerlundska villan i Stocksund, Visby och på färjan mellan Trelleborg-Sassnitz av Arthur Thorell. Som förlaga har man Wilhelm Bernadottes novell Pärlorna som ingår i Den gamla tallen jämte andra berättelser som utgavs 1919. Vid planeringen av filmen var tanken att endast utnyttja amatörskådespelare, tidningen Filmjournalen inbjöd läsekretsen till en tävling för att få fram skådespelare, ett par tusen personer anmälde sitt intresse genom att skicka in personuppgifter och fotografier. När väl filminspelningen kom igång besattes några av de större rollerna av professionella skådespelare eftersom man inte kunde finna lämpliga kandidater bland amatörerna.

## Rollista (i urval)
- Nils Arehn – Edmond Garter, juvelerare
- Mimi Pollak – Eva, hans dotter (fröken, Karlstad)
- Alfred Pettersson – Sam Snyder (kontorschef, Göteborg)
- Einar Axelsson – Dick, hans son
- Carl Nissen – Farbror Gerhard (arkitekt, Stockholm)
- Elias Ljungqvist – Bankir (ingenjör, Stockholm)
- Linnéa Hansen – Bella, hans älskarinna (fröken, Stockholm)
- John Neuman – Filip, hennes betjänt (urmakare, Trollhättan)
- William Henry von Reis – Bankirens betjänt (köpman, Stockholm)
- Gösta Alexandersson – Smörgåsnisse
- Elsa Ebbesen-Thornblad – Garters tjänsteande
- Tore Lindwall – Snyders biträde
- Georg Funkquist – Möller
- Anna Wallin – Garters syster (fru, Malmö)
- Bernhard M. Linder – Trädgårdsmästare (juvelerare, Stockholm)
- Signe Hacksell – Bankirens tjänsteande (fröken, Hässelby Villastad)
- Inom parentes anges amatörernas civilayrken och hemorter.